# Hur Jin-ho
Heo Jin-ho (nacido el 8 de agosto de 1963) es un director de cine y guionista de Corea del Sur.

## Carrera
Heo Jin-ho se licenció en Filosofía en la Universidad de Yonsei y estudió cine en la Academia Coreana de Artes Cinematográficas. Sus primeros pasos como director de cine no pasaron desapercibidos, ya que su primer cortometraje, For Go-chul, fue seleccionado para el Festival Internacional de Cine de Vancouver. Más tarde coescribió el guion de A Single Spark y Kilimanjaro. 
Muchos de sus largometrajes, Christmas in August (presentado en la Semana de la Crítica de Cannes en 1998), One Fine Spring Day (2001), April Snow (2005), Happiness (2007) y A Good Rain Knows (2009).

## Filmografía
- For Go-chul (1993)
- Navidad en agosto (1998)
- Un buen día de primavera (2001)
- Kilimanjaro (2001)
- April Snow (2005)
- Felicidad (2007)
- A Good Rain Knows (2009)
- Las amistades peligrosas (2012)
- La última princesa (2016)
- Sueño prohibido (2019)
- The Dinner (2021)
- Una familia normal (2023)